# سارا هال
سارا هال (بالإنجليزية: Sarah Hall)‏‏ (1974 في كارلايل، كمبريا - ) روائية، وكاتبة خيال علمي، وكاتِبة من المملكة المتحدة.

## الجوائز
- جائزة جون لولين رايس  [لغات أخرى]‏
- جائزة أذرويز [الإنجليزية]‏[5]
- زميل في الجمعية الملكية للأدب